# Petrochromis
Genre
Le genre Petrochromis regroupe plusieurs espèces de poissons de la famille des Cichlidae. Toutes sont endémiques du lac Tanganyika. Comme son homologue Tropheus il est végétarien.

## Liste des espèces
Selon FishBase (25 janv. 2017) :
- Petrochromis ephippium Brichard, 1989
- Petrochromis famula  Matthes et Trewavas, 1960
- Petrochromis fasciolatus  Boulenger, 1914
- Petrochromis horii Takahashi & Koblmüller, 2014
- Petrochromis macrognathus Yamaoka, 1983
- Petrochromis orthognathus  Matthes, 1959
- Petrochromis polyodon  Boulenger, 1898
- Petrochromis trewavasae  Poll, 1948

Selon ITIS (25 janv. 2017) (non  mis à jour depuis 2004) :
- Petrochromis famula Matthes et Trewavas, 1960
- Petrochromis fasciolatus Boulenger, 1914
- Petrochromis macrognathus Yamaoka, 1983
- Petrochromis orthognathus Matthes, 1959
- Petrochromis polyodon Boulenger, 1898
- Petrochromis trewavasae Poll, 1948

Descriptions 2018.
- Petrochromis calliris Mattson, 2018
- Petrochromis daidali Mattson, 2018
- Petrochromis heffalumpus Mattson, 2018
- Petrochromis lisachisme Mattson, 2018
- Petrochromis paucispinnis Mattson, 2018